# Borostomias elucens
Borostomias elucens är en fiskart som först beskrevs av Brauer, 1906.  Borostomias elucens ingår i släktet Borostomias och familjen Stomiidae. Inga underarter finns listade.